# 青木伸輔
青木 伸輔（あおき しんすけ、1976年3月8日 - ）は、日本の俳優。本名同じ。旧芸名：赤木 伸輔（あかぎ しんすけ）。東京都出身。血液型はB型。トヨタオフィス、ヤザ・パパを経てトヨタオフィス所属。

## 経歴
1995年、石井聰亙 監督作品「水の中の八月」で主演デビュー。
2011年5月、トヨタオフィス退社。
2011年12月、ヤザ・パパに所属。その移籍に伴い、青木伸輔から赤木伸輔に改名する。
2012年5月、『小京都連続殺人事件〜スパイスは復讐の味〜』という作品から赤木伸輔名義で活動する。
2016年3月、ヤザ・パパ退社。その退社に伴い、赤木伸輔から青木伸輔に改名する。
2016年5月、舞台『エレメンタル ホスピタル』から青木伸輔名義で活動する。
2016年6月、トヨタオフィスに所属。

## 出演
青木伸輔 / 赤木伸輔名義含む

### テレビドラマ
- 最高の恋人（1995年、テレビ朝日系列） - 野口和彦 役
- 闇のパープル・アイ（1996年、テレビ朝日系列） - 谷口裕介 役
- イタズラなKiss（1996年、テレビ朝日系列） - 中村金之助 役
- 変[HEN]（1996年、テレビ朝日系列） - 鈴木一郎 役
- 君が人生の時 The Time of Your Life（1997年、TBS系列） - 中村祐介 役
- 土曜ドラマ 女たちの帝国（1997年、NHK） - 緒形聡 役
- ギャルボーイ!（1997年、テレビ朝日系列） - 小槻慎一 役
- はみだし刑事情熱系 第2シリーズ（1997年） - 柳瀬一樹 役
- Shin-D 緊急治療室の前 vol3/バレたくない愛（1998年、日本テレビ系列） - 坂上啓介 役
- ソムリエ（1998年、関西テレビ制作・フジテレビ系列） - 水谷裕 役
- 君といた未来のために 〜I'll be back〜（1999年、日本テレビ系列） - シゲ 役
- 世にも奇妙な物語 春の特別篇「記憶リセット」 （2000年、フジテレビ系列） - 早坂 役
- 別れる2人の事件簿（2000年、テレビ朝日系列） - 永島淳平 役
- 愛の劇場 永遠の1/2（2000年、TBS系列） - 田口洋介 役
- ドラマスペシャル チームTEAM（2000年、フジテレビ系列） - 楠野二郎 役
- ウェディング・タイランド（2001年、テレビ朝日系列） - アダム 役
- ビッグウイング第6話（2001年、TBS系列） - 谷川満 役
- 救命病棟24時 第2シリーズ 第6話（2001年、フジテレビ系列） - 坂崎元 役
- スタアの恋 第4話（2001年、フジテレビ系列） - 桜井了 役
- 実録 福田和子（2002年、フジテレビ系列） - 向田敏夫 役
- 特別企画 E.YAZAWA 成りあがり（2002年、フジテレビ系列） - 内海利勝(CAROL.guitar) 役
- 恋する日曜日「STILL I'M IN LOVE WITH YOU」 第13・14回（2003年、BS-i） - 小野雅哉 役
- 金曜エンタテイメント「サラリーマン刑事4」（2004年、フジテレビ系列） - 横山聡史 役
- 新札発行記念ドラマ 樋口一葉物語（2004年、TBS系列） - 渋谷三郎 役
- エンジン（2005年、フジテレビ系列） - 菅原日呂人 役
- 西村京太郎サスペンス十津川警部シリーズ35「金沢加賀殺意の旅」（2005年、TBS系列） - 矢野警部 役
- 金曜エンタテイメント新春特別企画「女王蜂」（2006年、フジテレビ系列） - 遊佐三郎 役
- 金曜ドラマ 夜王 〜YAOH〜（2006年、TBS系列） - 大河 役
- 弁護士のくず 第8話（2006年、TBS系列） - 美月の担任 横山 役
- 三日遅れのハッピーニューイヤー!（2007年、TBS系列） - 稲田健吾 役
- 夏雲あがれ（2007年、NHK） - 天野重蔵 役
- 仮面ライダー電王 第31・32話（2007年、テレビ朝日系列） - 藤代裕也 役
- スペシャルドラマ「輪違屋糸里〜女たちの新選組〜」 前・後篇（2007年、TBS系列） - 永倉新八 役
- 薔薇のない花屋 第1話（2008年、フジテレビ系列） - ホスト 役
- みこん六姉妹2（2008年、中部日本放送制作・TBS系列） - 栗山金太 役
- シバトラ 第5・6話（2008年、フジテレビ系列） - メイド喫茶店長 岩城 役
- 日本史サスペンス劇場第10・11話（2008年、日本テレビ系列） - 間部詮房 役
- 連続テレビ小説 「ウェルかめ」 第9週〜（2009年 - 2010年、NHK） - 黒磯雅美 役
- 白い春 第2話（2009年、フジテレビ系列） - 加藤 役
- 東京DOGS 第1話（2009年、フジテレビ系列） - 麻薬組織の一味 役
- 絶対零度〜未解決事件特命捜査〜 Last case （2010年6月、フジテレビ系列） - 橋本幸生 役
- 科捜研の女 第11シリーズ 第5話（2011年11月17日、テレビ朝日系列） - 田村圭吾 役
- 月曜ゴールデン 税務調査官・窓際太郎の事件簿 第23作「京都で見つけた初恋の面影!? 純粋な心を踏みにじる悪党を太郎が斬る!!」（2011年12月19日、TBS系列） - 宅間史雄 役
- 金曜プレステージ 山村美紗サスペンス 小京都連続殺人事件〜スパイスは復讐の味〜（2012年5月4日、フジテレビ） - 川崎敏也 役
- ハンチョウ5〜警視庁安積班〜 第5話（2012年5月7日、TBS系列） - 藤巻亮介 役
- 三毛猫ホームズの推理 第5・6話（2012年5月12日・19日、日本テレビ系列） - 久保山良男 役
- 警視庁捜査一課9係 season7 第3話（2012年7月18日、テレビ朝日系列） - 谷本満男 役
- 土曜ワイド劇場（テレビ朝日）
  - 『救急救命士・牧田さおり』 第9作「刑務所に緊急出動！死亡率50%の脱走犯の狙いとは？」（2013年2月23日） - 畠中広幸 役
  - 『火災調査官・紅蓮次郎』 第14作「元消防官が謎の焼死!! デパート火災から生還した二人の美女!! 炎に包まれたバルーンがあばく家族を引き裂いた火事の真相!!」（2014年1月25日） - 火災調査官 的場智明 役
- ワイルド・ヒーローズ 第7・9・最終話（2015年、日本テレビ系列） - レインマン 真壁 役
- 火曜スペシャル「人形佐七捕物帳」 第12夜（2017年3月、BSジャパン） - 萩原十太夫 役
- 人類学者・岬久美子の殺人鑑定7（2017年6月25日、テレビ朝日系列） - 龍野聖 役
- 将軍刑事（2018年1月21日、テレビ朝日系列） - 畑山新平 役
- 相続探偵 第2話（2025年2月1日、日本テレビ） - 坂口圭太 役[2]

### 映画
- 水の中の八月（1995年、監督：石井聰亙） - 主演・桑島真魚 役
- 猫の息子（1997年、監督：柏原寛司） - 主演・仁賀威男 役
- メッセンジャー（1999年、監督：馬場康夫） - 服部宣之 役
- 7月24日通りのクリスマス（2006年、監督：村上正典） - 山本孝介 役
- AXION（2008年） - 鈴木 役
- ドキュメンタリー映画「鼓動 〜三宅島と結ぶ 180kmのテープ」（2009年、監督：山本暁） - 語り・ナレーション
- 短編映画「日なたの家族」（2011年、監督：山本暁） - 春野博二 役
- 逢いびき（2014年6月公開、制作:レジェンドピクチャーズ、上映:新宿ケイズシネマ劇場、 監督：塙幸成、R15+指定） - 忠志 役
- 短編映画「蟻の一穴」（2015年、監督：山本暁） - 佐々木 役
- 霊眼探偵カルテット（2017年、霊眼探偵カルテット製作委員会、監督：旭正嗣）
- 「愛漫遊」（2018年、監督：チャーリー・チョイ）

### CM
- インテル　 シャルロット編（2007年12月 - ） - 侍バレリーナ 役

### 舞台
- WAKIGUMI produce「MEN & MAN〜男たちのバラード〜」（2006年、シアターサンモール劇場）
- WAKIGUMI produce「THE FAMILY・絆」（2007年、福岡市立少年科学文化会館ホール/銀座博品館劇場）
- WAKIGUMI produce「BASARA〜謀略の城〜」シェイクスピア〈マクベス〉より（2009年、俳優座劇場）
- IN EASY MOTION vol.11「TIBET MONKEY〜改訂版〜」（2009年、新宿シアターモリエール）
- 渋ハチプロデュースvol.31「ストックホルム」（2010年、赤坂RED THEATER）
- MAUNITUDE511「DUO〜デュオ〜」（2010年、恵比寿・エコー劇場）
- BLUESTAXI Vol.20「思えば遠くへ…」（2012年、中野 ザ・ポケット）
- ドリームジャンボ宝ぶね（2013年、青山劇場）
- 真実の行方（2013年、新宿シアターブラッツ）
- 青い月の夜（2013年、池袋シアターグリーン）
- UnitedArtists1八や 第8回公演「レイヤードワールズプレイヤー〜Layered Worlds' Prayer〜」（2013年、下北沢 シアター711）
- 第一回 HANDS UP 旗揚げ公演「リリィの語り部」（2014年、北池袋 新生館シアター）
- 2014 LDH 主催公演 「カルセオラリア」（2014年、中目黒キンケロ・シアター）
- 劇団たいしゅう小説家「〜宝や旅館〜「げんせんじゃ〜!2014ver.」（2014年、萬劇場）
- IN EASY MOTION特別公演「NO BODY KNOWS」（2014年、北池袋 新生館シアター）
- THE☆JACABAL`S「The Roman Street&THE☆JACABAL`S showstage」（2014年、高円寺明石スタジオ）
- BLUESTAXI Vol.24「アパートの鍵、返します。」（2015年、テアトルBONBON）
- わたしの、領分。（2015年、シアター風姿花伝）
- トランス（2015年、下北沢 シアター711）
- 寒がりストリッパー（2016年、東松原 ブローダーハウス）
- IN EASY MOTION Vol.23「エレメンタル ホスピタル」（2016年、池袋シアターグリーン BIG TREE THEATER）
- 演劇チーム 渋谷ハチ公前プロデュース公演vol.8「慣れの果て」（2017年、小劇場B1）
- 桜組スタジオプロデュース　IN EASY MOTION Vol.34「半月」（2019年、小劇場B1）

### PV
- 童子-T 「悲しみにさよなら feat.Full Of Harmony」（2007年）
- 東方神起 「Duet」（2011年） MV Short Ver.

### オリジナルビデオ
- 湘南純愛組!BAD COMPANY（1997年、原作:藤沢とおる、監督:松井昇） - 鬼塚英吉 役
- ゾク議員1・2（2007年、原作:古沢優、監督:高木淳也） - ダイスケ 役

### 配信ドラマ
- 港区おじさん（第67話 - 第69話 YouTube、東京カレンダーアプリ）山田半蔵門 役

## 書籍

### 写真集
- BOY+1